# Lijst van personages uit De Kiekeboes
Hieronder volgt een lijst van de personages uit de stripreeks De Kiekeboes. Personages die in minstens twee albums voorkomen, worden in de lijst opgenomen. In een aantal gevallen kan het ook om een cameo gaan.

## Hoofdpersonages
| Personage               | Beschrijving                    | Albums (1-164) |
| ----------------------- | ------------------------------- | -------------- |
| Fanny Kiekeboe          | Dochter van Marcel en Charlotte | 1-164          |
| Konstantinopel Kiekeboe | Zoon van Marcel en Charlotte    | 1-164          |
| Marcel Kiekeboe         | Hoofdpersonage                  | 1-164          |
| Charlotte Kiekeboe      | Vrouw van Marcel                | 1-164          |

## Nevenpersonages
| Personage                     | Beschrijving | Albums (1-164) |
| ----------------------------- | --- | --- |
| De dikke dame                 | Dikke dame, heeft meestal rode trui aan, komt in bijna alle verhalen voor maar meestal als cameo en heeft meestal geen sprekende rol | 1-164 |
| Leon Van Der Neffe            | Buurman van de Kiekeboes | 3, 5, 8-9, 11-13, 15, 17-19, 21-23, 26-30, 32, 34-36, 38-39, 41-43, 47, 50, 53, 56, 59-60, 63-66, 68, 73-76, 78-80, 83-89, 92-93, 96-97, 99-100, 107, 110-114, 116-120, 122, 124, 127, 130, 133-135, 140-142, 144-145, 149-152, 154, 156, 158, 160-164 |
| Fernand Goegebuer             | Overbuurman van de Kiekeboes | 14-16, 19, 21, 23, 26-28, 30, 36, 38-39, 41-43, 47-50, 53, 57, 59-60, 62-65, 68, 71-76, 78-80, 83-84, 86-89, 92-93, 97-98, 100-101, 105-107, 111-112, 114, 116-118, 124, 130, 133-134, 137-138, 140-142, 145, 147, 149-152, 154-155, 158-159, 162-164  |
| Moemoe                        | Moeder van Marcel | 16, 21, 26, 28-30, 36-39, 41-42, 45, 47, 50, 52, 54, 56-57, 59, 61, 63, 64-65, 67, 69-70, 73-75, 78-80, 83, 85, 86-90, 92-93, 96, 100, 103, 106, 109, 110, 116-117, 120, 124-125, 129-131, 133-134, 140-141, 144, 147-150, 153-154, 158-160, 163-164   |
| Inspecteur Sapperdeboere      | Inspecteur bij de politie, eet graag                                                                                                 | 8, 12, 24, 26-28, 33-34, 36, 38-39, 45-48, 50, 52, 54, 59, 63, 65, 67-69, 72-76, 79-81, 83-88, 91-92, 94-96, 100-101, 103, 111, 113, 117-119, 122, 130, 133-135, 138-141, 143-145, 147-148, 150-151, 153-155, 159-160, 162-164                         |
| Firmin Van De Kasseien        | Baas van Marcel Kiekeboe, notoir rokkenjager                                                                                         | 32, 45, 47, 55, 58, 60, 64-66, 68, 70, 72-75, 77-78, 81-82, 85-87, 91-92, 94-95, 97-100, 104-105, 108, 110, 114, 116, 119, 123-124, 126, 128-129, 132-134, 137-139, 143-145, 148-154, 157-160, 162-164                                                 |
| Carmella Vuylstreke           | Voormalige buurvrouw van de Kiekeboes, ex-vrouw van Leon Van Der Neffe                                                               | 8-9, 11-13, 15, 17, 19, 21, 26-27, 29-30, 36, 38, 41, 43, 47, 50, 53, 56, 59-60, 63-64, 66, 68, 73-76, 79, 83, 85, 88-89, 92-93, 96-97, 99-100, 107, 110-112, 114, 116, 118-119, 122, 124-125, 127, 133, 135, 150, 156, 164                            |
| Froefroe Van Der Neffe        | Dochter van Leon en Carmella | 8-13, 15, 17, 19, 21, 26-27, 32, 36, 41, 45, 47-48, 50, 53, 60, 63-64, 66, 68, 73-76, 88, 90, 92-93, 100, 107, 110-112, 114, 116-119, 122, 125, 127, 133-135, 140, 144, 147, 150, 154, 162, 164                                                        |
| Joeksel Van Der Neffe         | Zoon van Leon en Carmella | 8-13, 15, 19, 21, 26-27, 32, 35-36, 41, 45, 47-48, 50, 53, 60, 63-64, 66, 68, 73-76, 88, 90, 92-93, 96, 100, 107, 110-112, 114, 116-119, 122, 127, 133-135, 140, 144, 147, 150, 154, 162, 164                                                          |
| Balthazar                     | Ongevaarlijke gangster | 1, 4, 6, 7, 9, 11, 14, 21, 23, 26, 28, 36, 39, 45, 47, 50, 57, 59-60, 69, 74-76, 80, 92, 96, 100, 109, 111, 114, 118-119, 130, 133, 140, 146, 150-151, 159-160, 164                                                                                    |
| Yvonne Chichi Van De Kasseien | Vrouw van Firmin | 47, 58, 60, 65, 70, 73, 75, 81, 91-92, 95, 97, 99, 104, 108, 110, 123-125, 128-129, 137-139, 143-145, 148, 150-151, 153, 157-159, 162-164 |
| Alanis                        | Vriendin van Fanny | 77, 81, 87, 90-92, 96, 99-100, 105-106, 110, 112-113, 117, 121-123, 125, 127, 130, 137-139, 143-144, 146-148, 150, 156-157, 160, 163-164 |
| Jens                          | Ex-vriend van Fanny, enige die het enkele verhalen volhield, is stuntman                                                             | 98-103, 105-107, 112, 116, 129, 138-139, 142, 144, 147, 150, 152, 158, 160, 164 |
| Tomboy Dizon                  | Vriendin van Fanny, is prostitué. Haar model werd door Kristof Fagard ontworpen.                                                     | 120, 122-123, 125, 127, 129, 131, 135, 137-139, 144, 146-151, 153-154, 163-164 |
| Nonkel Vital                  | Nonkel van Marcel | 75, 78, 89, 92, 96, 100-101, 109, 120, 124, 131, 140-141, 144, 147, 150-154, 158, 161, 163-164 |

## Bijrollen
| Personage                | Beschrijving                                                                                | Albums (1-164)                                                                           |
| ------------------------ | ------------------------------------------------------------------------------------------- | ---------------------------------------------------------------------------------------- |
| Mevrouw Stokvis          | Beste vriendin van Moemoe, die het vaak over haar heeft, komt echter nooit in beeld         | Geen                                                                                     |
| Pastis                   | Hondje van Fernand Goegebuer                                                                | 111-112, 114, 116-117, 124, 130, 133, 137-138, 140, 142, 145, 147, 149-152, 158, 162-164 |
| Thea Traal               | Vriendin van Fernand Goegebuer en ex van Marcel                                             | 36, 39, 50, 59, 62-64, 80, 88, 97, 100-101, 111, 125, 133, 141, 150, 164                 |
| Timothea Triangl         | Booswicht die de wereld wil veroveren                                                       | 2, 10, 15, 50, 57, 64, 82, 90, 92, 100, 108, 135, 146, 160, 164                          |
| Alain Provist            | Baas van uitzendbureau Nu en Dan, geeft Charlotte geregeld een tijdelijke job               | 30, 32-33, 37, 44, 50, 54, 87, 92, 94, 98, 100, 114, 164                                 |
| Flippo                   | Kat van Tomboy, het model werd door Kristof Fagard ontworpen.                               | 120, 122-123, 127, 129, 131, 137-139, 144, 147, 150, 153-154, 163-164                    |
| Dédé La Canaille         | Gangster                                                                                    | 51-52, 65, 75, 85, 92, 100, 111, 133, 151, 164                                           |
| Elodie Melody            | Popzangeres                                                                                 | 96, 99-100, 103-105, 112-113, 116, 130, 139, 151, 156, 164                               |
| Gerard Kreuvett          | Uitgever Appelblauzeegroene gids                                                            | 5, 24, 28, 40, 47, 50, 85, 92, 100, 164                                                  |
| Nicky 'Cupcakes'         | Secretaresse Van De Kasseien, haar model werd door Kristof Fagard ontworpen.                | 137-139, 143, 145, 148-149, 151, 157, 163-164                                            |
| Vladimir Hikkel          | Vampier                                                                                     | 36, 59, 80, 92, 99, 126, 136, 161                                                        |
| Dokter Van Pier          | Dokter die altijd in de buurt van de vampieren is                                           | 36, 59, 80, 92, 99, 126, 136, 161                                                        |
| Zuster Bloedwijn         | rechterhand van dokter Van Pier                                                             | 36, 59, 80, 92, 99, 126, 136, 161                                                        |
| Mona                     | Vampier, heeft oogje op Marcel                                                              | 36, 59, 80, 92, 99, 125, 126, 136, 161                                                   |
| Dow Jones                | Popzanger, speelt in één album mee en verschijnt verder enkel op een poster of op televisie | 44, 47, 49, 76, 84, 92-93, 105, 113, 164                                                 |
| Benny Slim               | Man van Mona, ook vampier                                                                   | 59, 80, 92, 99, 126, 136, 161                                                            |
| Nerd                     | Ex-vriend van Fanny                                                                         | 125, 129, 140, 146, 154, 160, 164                                                        |
| Bibi Pralin Gaga         | Voormalig dictator van Boeloe Boeloe                                                        | 3, 9, 49, 50, 139                                                                        |
| Vladje                   | zoon van Mona en Benny Slim                                                                 | 80, 92, 99-100, 126, 136, 161                                                            |
| Leo Van Der Neffe        | Broer van Leon Van Der Neffe                                                                | 52, 85, 92, 100, 111-112, 133                                                            |
| Kitty Cat                | Politie-inspecteur                                                                          | 145, 148, 151, 153-154, 159, 162-164                                                     |
| Inspecteur Van Kokhalzen | Werkt bij de politie                                                                        | 38, 41, 46, 69, 85, 94                                                                   |
| Moïse Mombakka           | President van Boeloe Boeloe                                                                 | 3, 9, 13, 71, 76                                                                         |
| Conny Saris              | Vriendin van Charlotte, ex van Leon Van der Neffe                                           | 113, 114, 117, 119                                                                       |
| Fleur Bloem              | Vriendin van Charlotte                                                                      | 113, 114, 117, 119                                                                       |
| Kath Marran              | Vriendin van Charlotte                                                                      | 113, 114, 117, 119                                                                       |
| Jean & Pol               | Vrienden en collega's van Jens                                                              | 101, 107, 112, 116                                                                       |
| Inspecteur Welkom        | Belastinginspecteur                                                                         | 39, 50, 69, 98, 122                                                                      |
| Mikal                    | Zoon van Thea Traal                                                                         | 36, 59, 76, 80                                                                           |
| Ray Bann                 | Vader van Tomboy                                                                            | 123, 127, 139, 164                                                                       |
| Madelon                  | Vriendin van Fanny                                                                          | 18, 31, 150                                                                              |
| Neville Baramundi        | Australische zakenman, verzot op kerstmis                                                   | 115, 121, 139                                                                            |
| Ben Ladher Zath          | Arabische gangster                                                                          | 98, 105, 139                                                                             |
| Cyrano De Zalm           | Wetenschapper                                                                               | 64, 83, 92, 98, 135, 146                                                                 |
| Stan Punt                | Ex-vriend van Fanny                                                                         | 34, 50, 76                                                                               |
| Wortel Kreuvett          | Ex-vriend van Fanny en zoon van Gerard Kreuvett                                             | 5, 24, 76                                                                                |
| Amoko                    | Rechterhand van Bibi Pralin Gaga                                                            | 3, 9, 49                                                                                 |
| Commissaris              | Politiecommissaris, mollig met wit haar, naam onbekend                                      | 38, 41-42                                                                                |
| Herman Gaaikevliet       | Amsterdams cabaretier                                                                       | 6-7, 16, 61                                                                              |
| Sid Kom                  | Soapacteur                                                                                  | 67, 164                                                                                  |
| Osnoprodavonoblikavitch  | hoteluitbater van hotel O                                                                   | 44, 164                                                                                  |
| Candy Nuwelle            | Halfzus van Marcel Kiekeboe, haar model werd door Kristof Fagard ontworpen.                 | 131, 153                                                                                 |
| Dokter Habbekratzz       | Plastisch chirurg                                                                           | 48, 146                                                                                  |
| Mira Beau                | Secretaresse van Van de Kasseien                                                            | 138-139                                                                                  |
| Theo Vuylstreke          | Broer van Carmella                                                                          | 112, 133                                                                                 |
| Oscar Kiekeboe           | Vader van Marcel, overleden                                                                 | 106, 131                                                                                 |
| Francis Toyota Coppola   | Manager                                                                                     | 122, 130                                                                                 |
| Jokke                    | Helper van Coppola                                                                          | 122, 130                                                                                 |
| Robby                    | Helper van Coppola                                                                          | 122, 130                                                                                 |
| Margot                   | Nicht van Charlotte                                                                         | 127-128                                                                                  |
| Winifred Caes            | Tv-presentatrice                                                                            | 116, 126, 128                                                                            |
| Johnny Clash             | Farmabaas                                                                                   | 153, 158                                                                                 |
| Snoop Winckel            | Oude kennis van Charlotte                                                                   | 115, 121                                                                                 |
| Jack Walker              | Helper van Neville Baramundi                                                                | 115, 121                                                                                 |
| Johnnie Daniels          | Helper van Neville Baramundi                                                                | 115, 121                                                                                 |
| Jingle Bell              | Liefje van Neville Baramundi                                                                | 115, 121                                                                                 |
| Bas Ketbal               | Ex-vriendje van Fanny                                                                       | 42, 50                                                                                   |
| Lambert Saint-Val        | Auteur                                                                                      | 40, 50                                                                                   |
| Jeanne Darm              | Presidente/wc-madam                                                                         | 37, 50                                                                                   |
| James Minestrone         | Woont in Boeloe Boeloe                                                                      | 3, 9                                                                                     |
| Jelle Wagersma           | Woont in Amsterdam                                                                          | 6, 7                                                                                     |
| Linda Colinda            | Woont in Amsterdam                                                                          | 6, 7                                                                                     |
| Gerrit Bol               | Booswicht uit Amsterdam                                                                     | 6, 7                                                                                     |

## Uitgebreidere beschrijving
Alanis
Beste vriendin van Fanny, maar in veel albums ook haar rivale als het op het versieren van jongens aankomt. Ze maakte haar debuut in het album Drempelvrees (1997). Is soms jaloers op de vriendschap die Fanny met Tomboy heeft.
Bibi Pralin Gaga
Een Afrikaanse dictator en parodie op de Oegandese dictator Idi Amin Dada. Gaga was tot tweemaal toe dictator van het Afrikaanse land Boeloe Boeloe. Hij debuteerde in De dorpstiran van Boeloe Boeloe (1978) en speelde mee in de albums De zwarte Zonnekoning (1979) en De Medusa-stichting (1990). Zijn vertrouwensman is Amoko, een Afrikaanse toverdokter wiens gezicht meestal verborgen is achter een masker. Ook had hij een gastrol in Afgelast wegens Ziekte en Geen rook.
De dikke dame
De dikke dame komt voor in bijna alle albums. Het is een rondborstige vrouw die bijna altijd dezelfde kledij draagt: een rode pull, een groene broek en witte sportschoenen. Meestal speelt ze geen belangrijke rol in de albums en wandelt enkel eens voorbij of komt kort even in beeld als running gag. In 1, De Wollebollen en 44, Hotel O komt ze negen keer voor. In nr.18, Bing Bong, draagt ze een roze skijas, ook een groene broek en zwarte skilaarzen, in nr 25, Het plan SStoeffer, draagt ze een paars badpak met rode bloemetjes en in nr.28, Over koetjes en kalfjes draagt ze ten gevolge van een afspraakje met Balthazar een bolletjesjurk.
Vladimir Hikkel
Een chagrijnige oude vampier die in een rolstoel zit. Hij maakte zijn debuut in Het witte bloed. Hij beweerde toen dat Mikal, met wie Fanny toen een relatie had, zijn kleinzoon was. Mikal miste echter alle vampiereigenschappen omdat hij als kind gestolen werd en door Vladimir opgevoed. Een van zijn echte ouders is Thea Traal (vader is niet bekend). Vladimir wordt meestal de grootvader van Vladje, de babyvampier, genoemd, maar is in feite geen familie van Mona.
Jens
De enige jongen die langer dan één album het vriendje van Fanny is geweest. Jens is stuntman en televisiemaker. Hij maakte zijn debuut in Verkeerd verbonden (2003) en hield het tien verhalen uit. Jens en Fanny zijn wel vrienden gebleven. Hij verschijnt hierna ook in meerdere verhalen, maar dan niet als vriendje van Fanny.
Dow Jones
Een immens populaire popzanger, die debuteerde in Hotel O (1988). Zijn naam is gebaseerd op de beursindex Dow Jones & Company en zijn uiterlijk op Michael Jackson. Zijn grote geheim is dat hij eigenlijk kaal is. In latere albums is zijn gezicht af en toe op posters te zien of wordt hij even kort vermeld door de personages.
Oscar Kiekeboe
De overleden vader van Kiekeboe. Hij komt voor in De kus van Mona en is in flashbacks te zien in Vrolijke vrolijke vrienden en Omtrent Oscar
Gerard Kreuvett
Een restaurantcriticus en schrijver van de restaurantgids "De Appelblauwzeegroene Gids". Hij maakte zijn debuut in Tegen de sterren op (1978), waarin Fanny een relatie heeft met zijn hippiezoon Gustaaf Kreuvett, die zichzel Wortel laat heten. Fanny maakt het later met hem uit als ze ontdekt dat Wortel geen strikte vegetariër is. In De anonieme smulpapen blijkt Wortel een zakenman in maatpak te zijn geworden met de nieuwe bijnaam Carotte. Regelmatig doet Kreuvett beroep op Marcel Kiekeboe om een klusje in de horecasector op te knappen voor hem. Hij was de eerste die aan Marcel Kiekeboe zijn voornaam vroeg, dat was ook in het album De anonieme smulpapen.
Elodie Melody
Een pretentieuze jonge zangeres die voortdurend oliedomme uitspraken doet. Ze debuteerde in het album De Incabouter (2003). Haar naam is gebaseerd op de Vlaamse zangeres Sylvie Melody, alias Sylvie de Bie.
Moïse Mombakka
Een ex-student Oudheidkunde, afkomstig uit het Afrikaanse land Boeloe Boeloe. Als uitwisselingsstudent kwam hij in het album De dorpstiran van Boeloe Boeloe (1978) naar Europa en begon een relatie met Fanny. Aan het einde van het album keert hij terug naar zijn geboorteland om een opstand tegen dictator Bibi Pralin Gaga te leiden. Hierbij wordt hij zelfs de nieuwe president. Fanny keert uit heimwee echter liever terug naar Europa dan zijn echtgenote te worden, iets waar ze in De zwarte Zonnekoning op terugkomt, maar Moïse is dan al gehuwd met Jozefien.
Mona
Een knappe vrouw op wie Kiekeboe in Het witte bloed (1986) een tijd een oogje had, maar door een vampierenbeet zelf een vampier werd. Sinds De kus van Mona (1993) heeft ze een relatie met Benny Slim, die ze ook gebeten heeft en sindsdien ook vampier is. Ze hebben een zoontje, Vladje, sinds het album De babyvampier (1999).
Candy Nuwelle
Halfzus van Kiekeboe die arts is en in Amerika woont. Ze heeft een man en twee kinderen.
Alain Provist
De directeur van het uitzendbureau Nu en Dan. Hij maakte zijn debuut in Het lot van Charlotte (1984) en belt Charlotte geregeld op om deeltijdse baantjes uit te voeren. Hierdoor komt Charlotte regelmatig in andere omgevingen, die veel nieuwe verhalen opleveren.
Benny Slim
Een voormalig inbreker die in De kus van Mona samenwerkte met Balthazar en erna door Mona tot vampier werd gekust. Sindsdien zijn ze een koppel en hebben sinds De babyvampier ook een zoontje, Vladje. Benny is van nature een erg opvliegende en lichtgeraakte man die stikjaloers is op het feit dat Mona soms met Kiekeboe omgaat. Hij scheldt ook regelmatig en zijn favoriete krachtterm hierbij is: "Shit!".
Thea Traal
Sinds het album Het witte bloed de vriendin van Fernand Goegebuer. In dit album blijkt ook dat Mikal haar lang verloren gewaande zoon is. Jaren daarvoor was zij het eerste liefje van Marcel Kiekeboe. Ze heeft blond kort krullend haar, vanaf het honderdste album heeft ze wit haar. De laatste jaren komt haar personage minder voor in de albums.
Tomboy Dizon
Een vriendin van Fanny, haar model werd door Kristof Fagard ontworpen en doet voor het eerst mee in het album Joyo de eerste. Jens heeft een oogje op Tomboy. Tomboy werkt als prostituee onder de schuilnaam Stefanie. Ze heeft een moeilijke relatie met haar vader. Tomboy neemt meteen een prominente rol in en wordt een vast nevenpersonage dat in bijna elk album te zien is.
Vladje
De babyvampier die voor het eerst opdook in het gelijknamige album uit 1999. Hij is het zoontje van Mona en Benny en werd genoemd naar zijn vermeende grootvader, Vladmir Hikkel.
Yvonne "Chichi" Van De Kasseien
Van De Kasseiens rondborstige, oudere vrouw. Chichi maakte haar debuut in De taart. Ze is een erg dominante dame die geregeld door hem bedrogen wordt. In sommige albums is ze zich echter wel bewust van zijn overspelig gedrag, zoals Het gat in de kaas (1993). Van De Kasseien probeert zijn relatie echter altijd te redden, omdat Chichi nu eenmaal zeer rijk is en hij anders haar erfenis misloopt. Chichi's vader waarschuwde haar nog op zijn sterfbed.
Froefroe Van Der Neffe
Het dochtertje van Leon Van Der Neffe en Carmella Vuylstreke. Ze is ongeveer even oud als haar speelkameraadje en buurjongen Konstantinopel en haar broer Joeksel. Ze spelen vaak samen totdat een van hun ouders dit verbiedt omdat ze zich beter voelen dan hun buren of ze vinden dat hun buren zich beter voelen dan zij.
Joeksel Van Der Neffe
Het zoontje van Leon Van Der Neffe en Carmella Vuylstreke. Hij is ongeveer even oud als zijn speelkameraadje en buurjongen Konstantinopel. Ook zijn zus Froefroe is van ongeveer dezelfde leeftijd. Ze spelen vaak samen totdat een van hun ouders dit verbiedt omdat ze zich beter voelen dan hun buren of ze vinden dat hun buren zich beter voelen dan zij. "Joeksel" is het Antwerpse dialectwoord voor "jeuk".
Leo Van Der Neffe
De identieke tweelingbroer van Leon Van Der Neffe, alleen heeft Leo een snor. Hij heeft naar eigen zeggen een moeilijker karakter dan zijn broer. Hij werkt als cipier -nr.85: In het spoor van Dédé- en is daarnaast ook conciërge -nr. 51: De wraak van Dédé- in een appartementsgebouw. Hij maakte zijn debuut in het album De wraak van Dédé en speelde ook een rol in In het spoor van Dédé.
Dokter Van Pier
Een dokter die voor de vampieren zorgt, maar zelf geen vampier is. Hij werkt altijd samen met Zuster Bloedwijn. Hij debuteert in het album Het witte bloed en duikt steeds ook op als de vampieren in de buurt zijn. Zijn naam, Van Pier, is een woordspeling op het woord Vampier.
Carmella Vuylstreke
De bazige vrouw van Leon Van der Neffe. Haar rol is kleiner dan die van haar man en ze verschijnt geregeld in de tuin of op straat. Met Leon heeft ze twee kinderen Froefroe Van Der Neffe en Joeksel Van Der Neffe. In het album En in kwade dagen (112) verlaat ze haar man en heeft een affaire met meester Plasma, die op de koop toe de advocaat van Leon is. In de volgende verhalen komt ze wat vaker aan bod dan voorheen en heeft ze ook geregeld een nieuwe vriend. Na het album 135 komt ze nagenoeg niet meer voor. In verhaal 156 heeft ze voor het eerst sinds haar scheiding opnieuw een grote rol in het verhaal.
Zuster Bloedwijn
Verpleegster die  voor de vampieren zorgt, maar zelf geen vampier is. Ze werkt altijd samen met Dokter Van Pier. Zij debuteerde in Het witte bloed en duikt steeds op wanneer de vampieren in de buurt zijn. Haar naam is een woordspeling op Pleegzuster bloedwijn.